# وجع الإنتصار (مسلسل)
وجع الانتصار، مسلسل اجتماعي درامي خليجي انتج 2011 وعرض 1 أغسطس 2011.

## قصة المسلسل
تدور أحداث المسلسل في إطار مرحلتين متتاليتين هما مرحلة الثمانينات والمرحلة الحالية متطرق إلى المشاكل والقضايا الاجتماعية التي يعاني منها المجتمع الخليجي بصفة عامة من خلال خطوط درامية متشابكة وعن محاولة الإنسان الانتصار على مشاكله ومعاناته في ذلك محققا الانتصار في النهاية.

## بطولة الفنانين
من بطولة الفنانين هيفاء حسين ولطيفة المجرن وعلي جمعة ويوسف بوهلول وفي الشرقاوي وعلي كاكولي وأحمد عيسى وعلي محسن وبروين وقحطان القحطاني وفهد باسم وسارة حسن وفرح هادي وفيصل فريد المفيدي وليلى عبد الله وريم ارحمة وسكينة الربيع وجراح الدوي تأليف ليلى عبد العزيز الهلالي وإخراج عامر الحمود.